# Georgian Păun
Georgian Păun (Ploiești, 24 ottobre 1985) è un calciatore rumeno, centrocampista del Fetești.